# Tommy Atkins (botanica)
Tommy Atkins è la cultivar di mango più importante nel commercio mondiale assieme alla Keitt. 

## Descrizione
Sebbene generalmente non sia considerato la migliore tra le cultivar di mango in termini di dolcezza e sapore, è tenuta in alta considerazione per la sua grande resistenza alla manipolazione e durata, con poche o nessuna abrasione. Questo significa che questa varietà è quella più venduta in tutte le località nelle quali i manghi devono essere importati, rappresentando circa l'80% dei manghi venduti nel Regno Unito e negli Stati Uniti d'America. I manghi della cultivar Tommy Atkins sono molto simili alla cultivar del sub continente indiano Fijri, che sono gli ultimi manghi della stagione, specialmente in Pakistan e sono generalmente usati come cibo per gli animali o per lavorazioni, mentre di solito non vengono considerati adatti per il consumo umano.

## Storia
Tommy Atkins deriva da un semenzale della cultivar Haden seminato nel 1920. La prima pianta fruttificò per la prima volta nella Florida del sud nel 1940. Inizialmente fu rifiutato dai ricercatori della Florida come cultivar commercialmente valida.